# Rakvatten

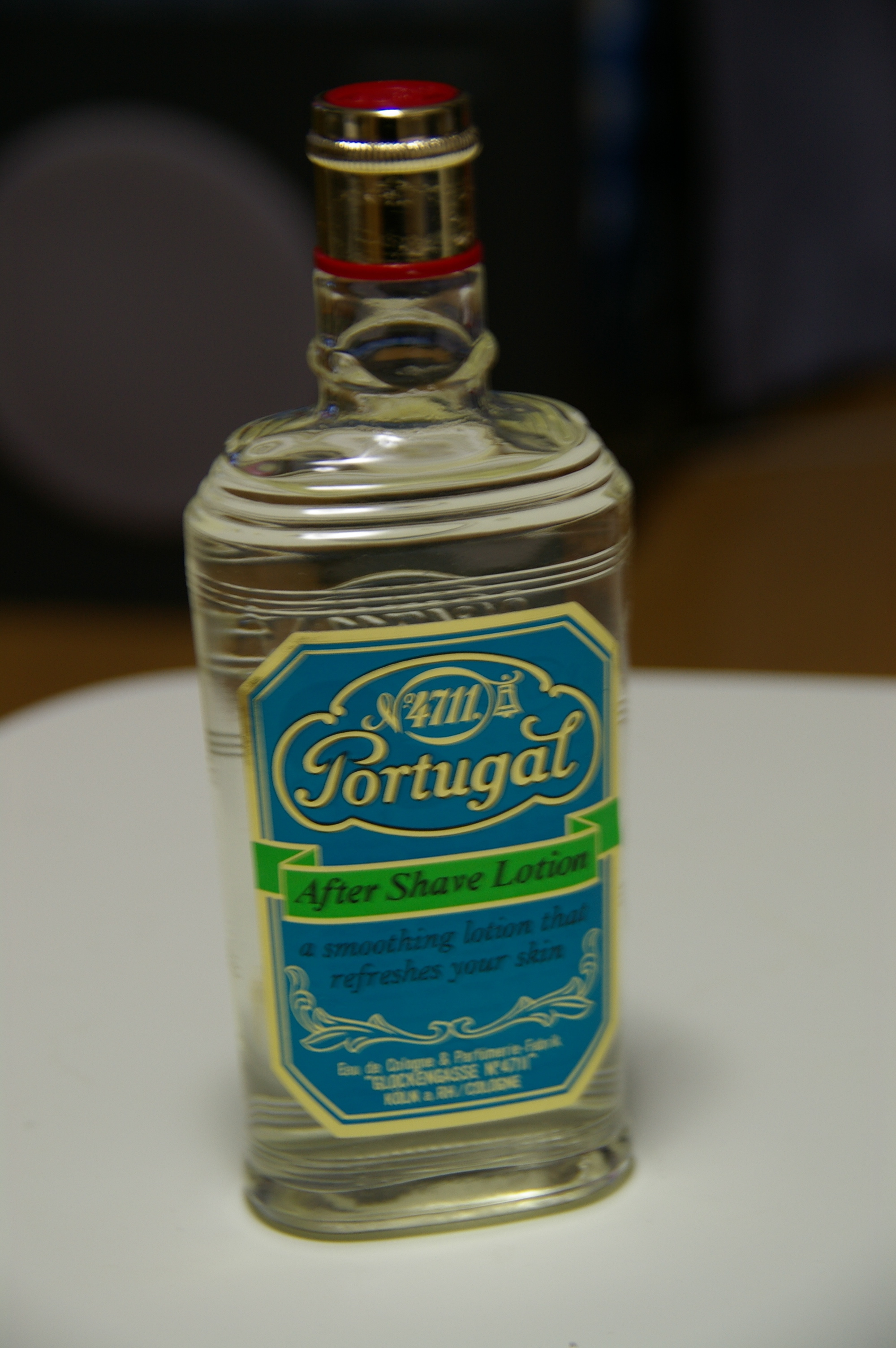

Rakvatten (även aftershave efter engelskan) kallas en herrparfym med lägre alkoholhalt än exempelvis eau de toilette eller eau de parfum. Denna hygienartikels huvudsakliga uppgift är att verka antiseptiskt på huden efter en rakning och därmed eliminera risken för infektioner i eventuella småsår som uppkommit vid rakningen. Den vanligaste anledningen att använda rakvatten är troligen just som parfym, och rakvatten ingår då i den dagliga skötseln av den personliga hygienen.
Ett känt svenskt märke var Aqua Vera som introducerades på 1920-talet, tillverkningen är dock nerlagd. Ett annat känt märke, Old Spice, lanserades i USA 1938 och kom till Sverige 1957. 